# HD217919
HD217919 — хімічно пекулярна зоря спектрального класу B1, що має видиму зоряну величину в смузі V приблизно  8,2.
Вона  розташована на відстані близько 1763,0 світлових років від Сонця.

## Пекулярний хімічний склад
HD217919 належить до Хімічно пекулярних зір з пониженим вмістом гелію 
й в її  зоряній атмосфері спостерігається нестача He у порівнянні з його вмістом в атмосфері Сонця.